# 449 p.n.e.
| [ Edytuj tabelę ] |                                                                            |
| Władca Chin       | - 469 p.n.e. Zhendingwang 441 p.n.e.                                       |
| Król Kartaginy    | - 480 p.n.e. Hannon 440 p.n.e.                                             |
| Król Macedonii    | - 454 p.n.e. Alketas II 448 p.n.e.                                         |
| Władca Persji     | - 465 p.n.e. Artakserkses I 424 p.n.e.                                     |
| Król Sparty       | - 459 p.n.e. Plejstoanaks 409 p.n.e. - 469 p.n.e. Archidamos II 427 p.n.e. |
| Król Sydonu       | - 450 p.n.e. Baalszalim 426 p.n.e.                                         |
| Król Syngalezów   | - 454 p.n.e. Tissa 437 p.n.e.                                              |
| Król Tracji       | - 480 p.n.e. Teres I 445 p.n.e.                                            |

Rok 449 p.n.e.
stulecia: VI wiek p.n.e. ~
V wiek p.n.e. ~
IV wiek p.n.e.

lata: 459 p.n.e. «
453 p.n.e. «
452 p.n.e. «
451 p.n.e. «
450 p.n.e. «
449 p.n.e. »
448 p.n.e. »
447 p.n.e. »
446 p.n.e. »
445 p.n.e. »
439 p.n.e.

## Wydarzenia
- W Rzymie zakończono tworzenie prawa dwunastu tablic.
- Persja została zmuszona do zawarcia traktatu, w którym zrzekła się swoich wpływów na Morzu Egejskim oraz uznała wolność miast greckich.

## Zmarli
- Kimon – polityk i wódz ateński, syn Miltiadesa (ur. ok. 510 p.n.e.)